# Llanquihue (Chile)
Llanquihue – miasto w Chile, w regionie Los Lagos, w prowincji Llanquihue.